# Spring Valley (Texas)
Spring Valley és una població dels Estats Units a l'estat de Texas. Segons el cens del 2000 tenia 3.611 habitants.

## Demografia
Segons el cens del 2000, Spring Valley tenia 3.611 habitants, 1.365 habitatges, i 1.079 famílies. La densitat de població era de 1.064,3 habitants per km².
Dels 1.365 habitatges en un 39,6% hi vivien nens de menys de 18 anys, en un 70,4% hi vivien parelles casades, en un 7,1% dones solteres, i en un 20,9% no eren unitats familiars. En el 18,8% dels habitatges hi vivien persones soles el 8,4% de les quals corresponia a persones de 65 anys o més que vivien soles. El nombre mitjà de persones vivint en cada habitatge era de 2,65 i el nombre mitjà de persones que vivien en cada família era de 3,03.
Per edats la població es repartia de la següent manera: un 28,2% tenia menys de 18 anys, un 2,4% entre 18 i 24, un 28,8% entre 25 i 44, un 26,9% de 45 a 60 i un 13,7% 65 anys o més.
L'edat mediana era de 41 anys. Per cada 100 dones de 18 o més anys hi havia 91,9 homes.
La renda mediana per habitatge era de 96.392 $ i la renda mediana per família de 109.020 $. Els homes tenien una renda mediana de 86.963 $ mentre que les dones 45.977 $. La renda per capita de la població era de 44.912 $. Aproximadament l'1,8% de les famílies i el 2,7% de la població estaven per davall del llindar de pobresa.

## Poblacions més properes
El següent diagrama mostra les poblacions més properes.